# Sary Koubou
Sary Koubou (auch: Sari Koubou, Sarry Koubou) ist ein Stadtviertel (französisch: quartier) im Arrondissement Niamey IV der Stadt Niamey in Niger.

## Geographie
Sary Koubou befindet sich am östlichen Rand des urbanen Gemeindegebiets von Niamey. Im Westen schließt der Grüngürtel von Niamey an. Südlich von Sary Koubou liegt der Flughafen Niamey. Die angrenzenden Stadtviertel sind Niamey 2000 im Norden und Talladjé Est im Südwesten. Bereits zum ländlichen Gemeindegebiet gehören das Dorf Deykouarey im Osten und der Weiler Fandora im Nordosten. Sary Koubou erstreckt sich über eine Fläche von etwa 450 Hektar. Das Stadtviertel liegt wie der gesamte Nordosten von Niamey in einem Tafelland mit einer weniger als 2,5 Meter tiefen Sandschicht, wodurch nur eine begrenzte Einsickerung möglich ist.

## Geschichte
Das Stadtviertel entstand zu Beginn des 21. Jahrhunderts. Die Stadtverwaltung von Niamey führte im Zeitraum von 2000 bis 2004 hier wie in sieben weiteren Randgebieten Parzellierungen durch und verkaufte die Grundstücke.

## Bevölkerung
Bei der Volkszählung 2012 hatte Sary Koubou 20.347 Einwohner, die in 3325 Haushalten lebten.

## Infrastruktur
Im Stadtviertel ist mit einem Centre de Santé Intégré (CSI) ein Gesundheitszentrum vorhanden. Das von der Agence des Musulmans d’Afrique betriebene Berufsausbildungszentrum Centre de Formation Professionnelle et Technique de l’Agence des Musulmans d’Afrique (CFPT AMA) bietet Lehrgänge in Metallbau, Bau, Computerwartung, Tischlerei und Automechanik an.